# Mittainville
 Mittainville  es un poblado y una comuna francesa, en la región de Isla de Francia, departamento de Yvelines, en el distrito de Rambouillet y cantón de Rambouillet.

## Demografía
| 213 | 198 | 234 | 348 | 434 | 514 |
| Para los censos de 1962 a 1999 la población legal corresponde a la población sin duplicidades (Fuente: INSEE [Consultar]) |     |     |     |     |     |